# Bauhaus-Galan 2016
Il Bauhaus-Galan 2016 è stato la 50ª edizione dell'annuale meeting di atletica leggera che si è disputato nella città di Stoccolma in Svezia, allo stadio Olimpico il 15 e il 16 giugno 2016. Il meeting è stato anche l'ottava tappa della IAAF Diamond League 2016.

## Programma[1]

### Giorno 1
| # | Orario | Specialità     |
| - | ------ | -------------- |
| 1 | 20:15  | Getto del peso |

### Giorno 2
| #  | Orario | Specialità             |
| -- | ------ | ---------------------- |
| 1  | 17:10  | Salto in lungo         |
| 2  | 17:20  | Salto in alto          |
| 3  | 17:35  | Lancio del disco       |
| 4  | 19:30  | Salto con l'asta       |
| 5  | 20:03  | 400 metri ostacoli     |
| 6  | 20:15  | 5000 metri             |
| 7  | 20:45  | Salto triplo           |
| 8  | 20:52  | Lancio del giavellotto |
| 9  | 21:00  | 100 metri              |
| 10 | 21:50  | 800 metri              |

| #  | Orario | Specialità         |
| -- | ------ | ------------------ |
| 1  | 16:00  | 400 metri ostacoli |
| 2  | 17:05  | 100 metri          |
| 3  | 19:15  | Salto in lungo     |
| 4  | 19:20  | Lancio del disco   |
| 5  | 19:45  | 800 metri          |
| 6  | 19:52  | Salto in alto      |
| 7  | 20:37  | 100 metri ostacoli |
| 8  | 20:48  | 200 metri          |
| 9  | 21:10  | 3000 metri siepi   |
| 10 | 21:25  | 400 metri          |
| 11 | 21:35  | 1500 metri         |

     Specialità valide per la Diamond League

## Risultati
Di seguito i primi tre classificati di ogni specialità.

### Uomini
| Specialità             |                           | Prestazione | 2º classificato       | Prestazione | 3º classificato    | Prestazione |
| 100 metri              | Jak Ali Harvey            | 10"18       | Ben Youssef Meïté     | 10"25       | Daniel Bailey      | 10"31       |
| 800 metri              | Ferguson Cheruiyot Rotich | 1'45"98     | Pierre-Ambroise Bosse | 1'45"98     | Adam Kszczot       | 1'45"99     |
| 5000 metri             | Ibrahim Jeilan            | 13'03"22    | Yomif Kejelcha        | 13'03"66    | Muktar Edris       | 13'05"54    |
| 400 metri ostacoli     | Javier Culson             | 49"43       | Kerron Clement        | 49"87       | Patryk Dobek       | 49"89       |
| Salto in alto          | Oskar Lundqvist           | 2.11 m      | Mehdi Alkhatib        | 1.99 m      | Fredrik Samuelsson | 1.99 m      |
| Salto con l'asta       | Renaud Lavillenie         | 5.73 m      | Shawn Barber          | 5.65 m      | Mareks Arents      | 5.50 m      |
| Salto in lungo         | Benjamin Gabrielsen       | 7.39 m      | Morten Jensen         | 7.33 m      | Jesper Hellstrom   | 6.98 m      |
| Salto triplo           | Christian Taylor          | 17.59 m     | Troy Doris            | 16.70 m     | Chris Carter       | 16.52 m     |
| Getto del peso         | Tomas Walsh               | 21.13 m     | Michał Haratyk        | 20.54 m     | Tim Nedow          | 20.44 m     |
| Lancio del disco       | Daniel Ståhl              | 63.47 m     | Mauricio Ortega       | 61.38 m     | Benn Harradine     | 60.85 m     |
| Lancio del giavellotto | Ihab Abdelrahman          | 86.00 m     | Thomas Röhler         | 85.89 m     | Julius Yego        | 83.09 m     |

     Atleti al primo posto della classifica di specialità

### Donne
| Specialità         |                        | Prestazione | 2º classificato      | Prestazione | 3º classificato           | Prestazione |
| 100 metri          | Elin Ostlund           | 11"84       | Gladys Bamane        | 11"95       | Hanna Adriansson Nordberg | 12"03       |
| 200 metri          | Dina Asher-Smith       | 22"72       | Simone Facey         | 22"81       | Desiree Henry             | 22"88       |
| 400 metri          | Novlene Williams-Mills | 52"29       | Anyika Onuora        | 52"46       | Libania Grenot            | 52"62       |
| 800 metri          | Lovisa Lindh           | 2'00"81     | Hedda Hynne          | 2'01"33     | Alexandra Bell            | 2'01"77     |
| 1500 metri         | Angelika Cichocka      | 4'03"25     | Meraf Bahta          | 4'04"37     | Gudaf Tsegay              | 4'04"37     |
| 100 metri ostacoli | Kendra Harrison        | 12"66       | Nia Ali              | 12"85       | Queen Harrison            | 12"87       |
| 400 metri ostacoli | Sofia Johnsson         | 1'00"21     | Marlen Aakre         | 1'00"29     | Johanna Dyremark          | 1'00"70     |
| 3000 metri siepi   | Ruth Jebet             | 9'08"93     | Beatrice Chepkoech   | 9'22"64     | Genevieve LaCaze          | 9'23"78     |
| Salto in alto      | Ruth Beitia            | 1.93 m      | Alessia Trost        | 1.90 m      | Kamila Lićwinko           | 1.90 m      |
| Salto in lungo     | Ivana Španović         | 6.90 m      | Brittney Reese       | 6.88 m      | Tianna Bartoletta         | 6.88 m      |
| Lancio del disco   | Sandra Perković        | 68.32 m     | Mélina Robert-Michon | 64.96 m     | Denia Caballero           | 63.85 m     |

     Atlete al primo posto della classifica di specialità
     Prestazione che stabilisce il nuovo record del meeting.